# Endless Love (песня)
«Endless Love» (с англ. — «Бесконечная любовь») — песня, записанная американскими певцами Дайаной Росс и Лайонелом Ричи в 1981 году. Песня стала саундтреком к фильму «Бесконечная любовь» Франко Дзеффирелли. Несмотря на кассовую неудачу фильма, песня стала настоящим хитом, достигнув первого места в американских чартах Billboard Hot 100 (возглавлял в течение девяти недель), Adult Contemporary и Hot Soul Singles, и став второй самой продаваемой песней в США за 1981 год (на первом месте — «Bette Davis Eyes» Ким Карнс). Также первого места песня достигла в Канаде и Австралии. Эта песня стала самой продаваемой в карьере Росс, а также её последним 18 хитом номер один в США в карьере. Сольную версию певица записала для альбома Why Do Fools Fall in Love. Песня номинировалась на премии «Оскар», «Золотой глобус», «Грэмми» и «American Music Awards». Журнал Billboard назвал данный дуэт лучшим в истории.

## Чарты
| Чарт (1981–82)                            | Пиковая позиция |
| ----------------------------------------- | --------------- |
| Австралия (Kent Music Report)             | 1               |
| Бельгия/Фландрия (Ultratop 50)            | 6               |
| Канада (RPM Top Singles)                  | 1               |
| Финляндия (Suomen virallinen singlelista) | 6               |
| Ирландия (IRMA)                           | 9               |
| Нидерланды (Single Top 100)               | 10              |
| Новая Зеландия (Recorded Music NZ)        | 3               |
| Норвегия (VG-lista)                       | 8               |
| ЮАР (Springbok)                           | 1               |
| Швеция (Sverigetopplistan)                | 5               |
| Швейцария (Schweizer Hitparade)           | 6               |
| Великобритания (OCC UK Singles)           | 7               |
| США (Billboard Hot 100)                   | 1               |
| США (Billboard Adult Contemporary)        | 1               |
| США (Billboard Hot Black Singles)         | 1               |
| США (Cash Box Top 100)                    | 1               |

## Сертификации и продажи
| Регион | Сертификация | Продажи    |
| --- | ------------ | ---------- |
| Великобритания (BPI) · Продажи с 2004 года                                                                                                | Золотой      | 400 000    |
| Канада (Music Canada) | Платиновый   | 150 000^   |
| США (RIAA) | Платиновый   | 2 000 000^ |
| ^ Данные о тиражах приведены только на основе сертификации. · Данные о продажах + прослушиваниях приведены только на основе сертификации. |              |            |